# Euphorbia lineata
Euphorbia lineata är en törelväxtart som beskrevs av Sereno Watson. Euphorbia lineata ingår i släktet törlar, och familjen törelväxter. Inga underarter finns listade i Catalogue of Life.